# Hermann Gleich
Hermann Gleich (ur. 10 września 1815 w Laskowicach Oławskich, zm. 2 kwietnia 1900 we Wrocławiu) – niemiecki duchowny rzymskokatolicki. Biskup tytularny Mallus, biskup pomocniczy wrocławski w latach 1875–1900, wikariusz kapitulny diecezji wrocławskiej w latach 1881–1882 oraz 1886–1887.

## Życiorys
Po otrzymaniu 30 września 1838 we Wrocławiu święceń kapłańskich był wikariuszem w Namysłowie i Opolu oraz proboszczem parafii pod wezwaniem św. Rocha w Tułowicach, w okresie od 1842 do czerwca 1851. Był również powiatowym inspektorem szkolnym w Niemodlinie i aktywistą charytatywnym.
W 1855 został komisarzem biskupim w Opolu, a w 1862 mianowano go kanonikiem wrocławskim. 10 sierpnia 1875 prekonizowany biskupem tytularnym Mallus i biskupem pomocniczym wrocławskim, sakrę biskupią przyjął 21 września 1875 w Javorniku. 
Za obronę praw Kościoła w okresie kulturkampfu pozbawiony został przez władze pruskie możliwości pełnienia funkcji biskupich. Dwukrotnie, po śmierci biskupów Heinricha Förstera i Roberta Herzoga, zarządzał diecezją wrocławską jako wikariusz kapitulny (1881–1882, 1886–1887).